# Toy (musikalbum)
Toy är ett musikalbum av David Bowie som spelades in för att släppas under 2002. Skivbolaget bestämde sig dock för att inte ge ut albumet och det kom inte ut förrän det läckte ut på Internet i mars 2011. Det sägs dock att det läckta albumet skiljer sig delvis mot hur det var tänkt att det skulle släppas. Albumet består till stor del av nyinspelningar av hans 1960-tals låtar, men även av nyinspelat material.
Detta album saknar de nyinspelade låtarna "Can't Help Thinking About Me" och "Karma Man" som sägs skulle ingått på den slutgiltiga produkten, men innehåller två låtar som ryktades blivit slopade.
Detta blev Bowies sista album för Virgin Records innan han lämnade för att starta sitt eget skivbolag, Iso.

## Låtlista
1. "Uncle Floyd" - 6:15
2. "Afraid" - 3:29
3. "Baby Loves That Way" - 4:38
4. "I Dig Everything" - 4:53
5. "Conversation Piece" - 3:53
6. "Let Me Sleep Beside You" - 3:14
7. "Toy (Your Turn To Drive)" - 4:46
8. "Hole In The Ground" - 3:30
9. "Shadow Man" - 4:41
10. "In The Heat Of The Morning" - 3:51
11. "You've Got a Habit of Leaving" - 4:49
12. "Silly Boy Blue" - 5:33
13. "Liza Jane" - 4:48
14. "The London Boys" - 3:47

## Medverkande
- David Bowie: sång, keyboards, stylofon, mandolin
- Lisa Germano: Akustisk fiol & elfiol, blockflöjt, mandolin, dragspel
- Holly Palmer: körsång
- Emm Gryner: körsång
- Sterling Campbell: trummor
- Mark Plati: bas, gitarr
- Gerry Leonard: gitarr
- Gail-Ann Dorsey: bas
- Mike Garson: piano
- Cuong Vu: trumpet
- Earl Slick: gitarr

- Ljudtekniker Pete Keppler på Sear Sound, New York
- Produktion David Bowie & Mark Plati
- Dubbelinspelning och Mix på Looking Glass Studios, New York
- Mixad av Mark Plati
- Sträng arrangering av Tony Visconti
- Additional engineering Mark Plati hemma hos Plati på sjätte gatan, New York